# Torneo Albert Schweitzer 1985
Il Torneo Albert Schweitzer 1985 si è svolto nel 1985 a Mannheim, nell'allora Germania Ovest.

## Classifica finale
| Pos. | Squadra                   |
| ---- | ------------------------- |
|      | Stati Uniti               |
|      | Jugoslavia                |
|      | Turchia Under-18 A        |
| 4.   | Svezia                    |
| 5.   | Italia                    |
| 6.   | Inghilterra               |
| 7.   | Polonia                   |
| 8.   | Bulgaria                  |
| 9.   | Germania Ovest Under-18 A |
| 10.  | Germania Ovest Under-18 B |
| 11.  | Cina                      |
| 12.  | Spagna                    |
| 13.  | Paesi Bassi               |
| 14.  | Cecoslovacchia            |
| 15.  | Francia                   |
| 16.  | Austria                   |